# Eve (Rapperin)

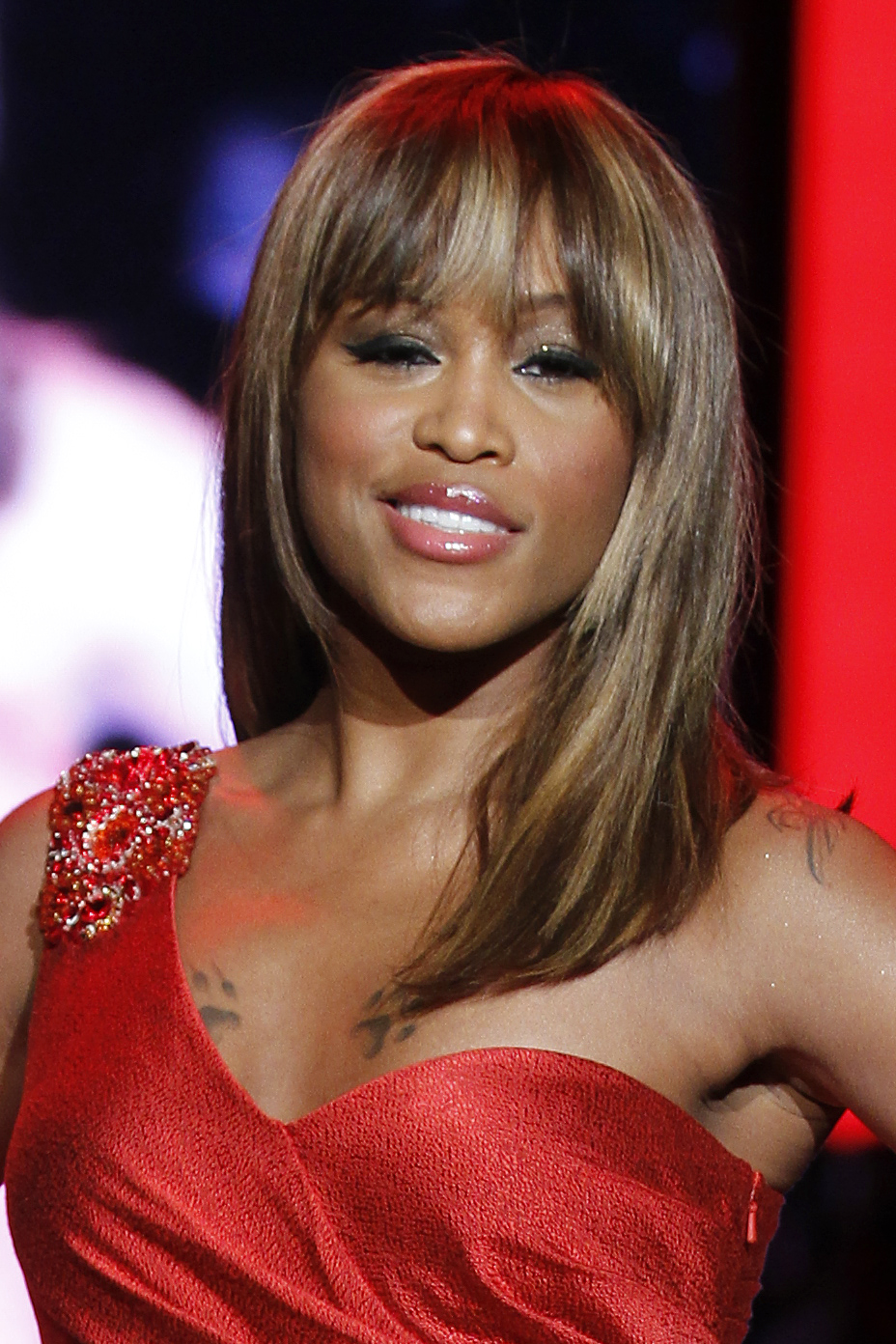
Eve (2011)

Eve (bürgerlich Eve Jihan Jeffers; * 10. November 1978 in Philadelphia, Pennsylvania) ist eine US-amerikanische Rapperin und Schauspielerin.

## Biografie
Eve arbeitete als Stripperin, als sie 1997 von Rapper Mase entdeckt wurde. Dieser machte sie mit Dr. Dre bekannt, der sie 1998 bei Aftermath Entertainment unter Vertrag nahm. Erste Aufnahmen folgten; so war Eve beispielsweise unter dem Namen Eve of Destruction auf dem Soundtrack zu Bulworth zu hören. Trotzdem wechselte sie noch im selben Jahr zu Ruff Ryders Records, der Plattenfirma ihres guten Freundes DMX, der ihr zu einem Part auf dem Remix zu seinem Hit Ruff Ryders Anthem verhalf. Daraufhin folgten Kollaborationen mit Interpreten wie The Roots, BLACKstreet und Janet Jackson.

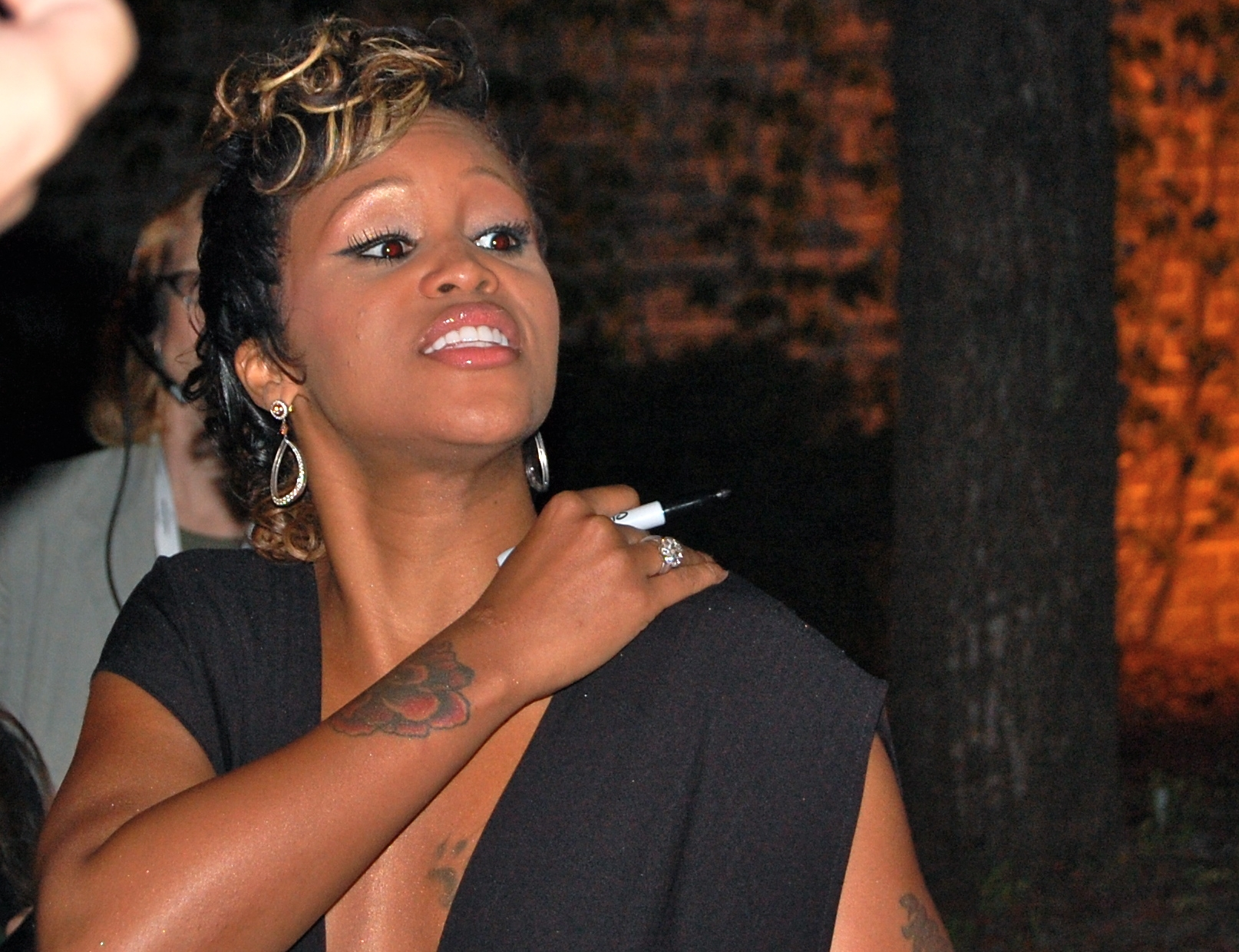
Eve auf der Premiere von Roller Girl im Ryerson Theatre am 13. September 2009

1999 veröffentlichte Eve ihr Debütalbum Let There Be Eve ... Ruff Ryders First Lady. Die Platte erreichte Platz eins der Billboard-Charts, ein Erfolg, der bis dato noch keiner anderen Rapperin gelungen war. Außerdem arbeitete sie mit Prince zusammen und ist auf dessen Album Rave Un2 the Joy Fantastic in dem Song Hot Wit U zu hören. 2001 folgte Scorpion, das ebenfalls mit Platin prämiert wurde und Platz vier der Charts erreichte; die Singleauskopplung Let Me Blow Ya Mind (mit Gwen Stefani) bekam zudem einen Grammy Award verliehen. 2002 erschien mit Eve-Olution ein weiteres Studioalbum, auf dem sich unter anderem die Singles Satisfaction und Gangsta Lovin’ mit Alicia Keys befinden. Das Album erreichte Platz 6 der Charts.
Eve ist seit 2002 auch als Schauspielerin für Film und Fernsehen tätig. 2003 hatte sie eine Gastrolle im Film 3 Engel für Charlie – Volle Power, in dem sie einen Nachfolge-Engel spielte. Aus Rollen in Filmen wie xXx – Triple X, The Woodsman, Barbershop und Barbershop 2 resultierte eine eigene Sitcom mit dem Titel Eve, die von 2003 bis 2006 bei UPN ausgestrahlt wurde. Im britischen Filmdrama Flashbacks of a Fool aus dem Jahr 2008 war sie an der Seite von Daniel Craig zu sehen. Weitere Rollen folgten.
Musikalisch ließ sie seither gelegentlich als Feature auf Singles von Amerie (One Thing Remix), Mary J. Blige (Not Today) und Gwen Stefani (Rich Girl) von sich hören. 2007 wechselte Eve zu Geffen Records. Im Mai 2013 erschien mit Lip Lock das vierte Album von Eve in den Vereinigten Staaten.
Seit 2017 ist sie Co-Moderatorin der Fernsehsendung The Talk.

## Diskografie

### Studioalben
| Jahr | Titel                                    | Höchstplatzierung, Gesamtwochen, AuszeichnungChartplatzierungen (Jahr, Titel, Platzierungen, Wochen, Auszeichnungen, Anmerkungen) | Höchstplatzierung, Gesamtwochen, AuszeichnungChartplatzierungen (Jahr, Titel, Platzierungen, Wochen, Auszeichnungen, Anmerkungen) | Höchstplatzierung, Gesamtwochen, AuszeichnungChartplatzierungen (Jahr, Titel, Platzierungen, Wochen, Auszeichnungen, Anmerkungen) | Höchstplatzierung, Gesamtwochen, AuszeichnungChartplatzierungen (Jahr, Titel, Platzierungen, Wochen, Auszeichnungen, Anmerkungen) | Höchstplatzierung, Gesamtwochen, AuszeichnungChartplatzierungen (Jahr, Titel, Platzierungen, Wochen, Auszeichnungen, Anmerkungen) | Anmerkungen                                                             |
| Jahr | Titel                                    | DE | AT | CH | UK | US | Anmerkungen                                                             |
| ---- | ---------------------------------------- | --- | --- | --- | --- | --- | ----------------------------------------------------------------------- |
| 1999 | Let There Be Eve…Ruff Ryders’ First Lady | — | — | — | — | US1 ×2Doppelplatin · (38 Wo.)US                                                                                                   | Erstveröffentlichung: 14. September 1999 Verkäufe weltweit: + 4.300.000 |
| 2001 | Scorpion                                 | DE32 (15 Wo.)DE | AT73 (1 Wo.)AT | CH41 (26 Wo.)CH | UK22 Gold · (11 Wo.)UK | US4 Platin · (33 Wo.)US | Erstveröffentlichung: 6. März 2001                                      |
| 2002 | Eve-Olution                              | DE22 (7 Wo.)DE | AT42 (5 Wo.)AT | CH4 (11 Wo.)CH | UK47 Silber · (8 Wo.)UK | US6 Gold · (23 Wo.)US | Erstveröffentlichung: 27. August 2002                                   |
| 2013 | Lip Lock                                 | — | — | — | — | US46 (3 Wo.)US | Erstveröffentlichung: 14. Mai 2013                                      |

### Singles als Leadmusikerin
| Jahr | Titel Album                                              | Höchstplatzierung, Gesamtwochen, AuszeichnungChartplatzierungen (Jahr, Titel, Album, Platzierungen, Wochen, Auszeichnungen, Anmerkungen) | Höchstplatzierung, Gesamtwochen, AuszeichnungChartplatzierungen (Jahr, Titel, Album, Platzierungen, Wochen, Auszeichnungen, Anmerkungen) | Höchstplatzierung, Gesamtwochen, AuszeichnungChartplatzierungen (Jahr, Titel, Album, Platzierungen, Wochen, Auszeichnungen, Anmerkungen) | Höchstplatzierung, Gesamtwochen, AuszeichnungChartplatzierungen (Jahr, Titel, Album, Platzierungen, Wochen, Auszeichnungen, Anmerkungen) | Höchstplatzierung, Gesamtwochen, AuszeichnungChartplatzierungen (Jahr, Titel, Album, Platzierungen, Wochen, Auszeichnungen, Anmerkungen) | Anmerkungen                                                |
| Jahr | Titel Album                                              | DE | AT | CH | UK | US | Anmerkungen                                                |
| ---- | -------------------------------------------------------- | --- | --- | --- | --- | --- | ---------------------------------------------------------- |
| 1999 | What Ya Want Ryde or Die, Vol. 1 (Label-Sampler)         | — | — | — | — | US29 (20 Wo.)US | Erstveröffentlichung: Juni 1999 feat. Nokio of Dru Hill    |
| 1999 | Gotta Man Let There Be Eve...Ruff Ryders' First Lady     | — | — | — | — | US26 (16 Wo.)US | Erstveröffentlichung: September 1999                       |
| 2000 | Love Is Blind Let There Be Eve...Ruff Ryders’ First Lady | — | — | — | — | US34 (16 Wo.)US | Erstveröffentlichung: Januar 2000 feat. Faith Evans        |
| 2000 | Got It All Ryde or Die, Vol. 2 (Label-Sampler)           | — | — | — | — | US88 (5 Wo.)US | Erstveröffentlichung: Juli 2000 feat. Jadakiss             |
| 2001 | Who’s That Girl Scorpion                                 | DE21 (13 Wo.)DE | — | CH8 (27 Wo.)CH | UK6 Gold · (10 Wo.)UK | US47 (18 Wo.)US | Erstveröffentlichung: 8. Februar 2001                      |
| 2001 | Let Me Blow Ya Mind Scorpion                             | DE5 Gold · (14 Wo.)DE | AT6 (15 Wo.)AT | CH1 Gold · (28 Wo.)CH | UK4 Platin · (14 Wo.)UK | US2 (33 Wo.)US | Erstveröffentlichung: 15. Mai 2001 feat. Gwen Stefani      |
| 2002 | Gangsta Lovin’ Eve-Olution                               | DE21 (9 Wo.)DE | AT41 (8 Wo.)AT | CH6 (15 Wo.)CH | UK6 Silber · (13 Wo.)UK | US2 (22 Wo.)US | Erstveröffentlichung: 16. September 2002 feat. Alicia Keys |
| 2003 | Satisfaction Eve-Olution                                 | DE68 (5 Wo.)DE | — | — | UK20 (5 Wo.)UK | US27 (16 Wo.)US | Erstveröffentlichung: 25. Februar 2003                     |
| 2007 | Tambourine Here I Am                                     | DE78 (2 Wo.)DE | — | — | UK18 Silber · (10 Wo.)UK | US37 (17 Wo.)US | Erstveröffentlichung: 17. April 2007 feat. Swizz Beatz     |
| 2007 | Give It to You Here I Am                                 | DE49 (4 Wo.)DE | — | — | — | — | Erstveröffentlichung: 31. Juli 2007 feat. Sean Paul        |

Weitere Singles
- 1999: The Greatest Romance Ever Sold (Adam and Eve Remix) (Duett mit Prince)
- 2001: Got What You Need (feat. Drag-On)

### Singles als Gastmusikerin
| Jahr | Titel Album                           | Höchstplatzierung, Gesamtwochen, AuszeichnungChartplatzierungen (Jahr, Titel, Album, Platzierungen, Wochen, Auszeichnungen, Anmerkungen) | Höchstplatzierung, Gesamtwochen, AuszeichnungChartplatzierungen (Jahr, Titel, Album, Platzierungen, Wochen, Auszeichnungen, Anmerkungen) | Höchstplatzierung, Gesamtwochen, AuszeichnungChartplatzierungen (Jahr, Titel, Album, Platzierungen, Wochen, Auszeichnungen, Anmerkungen) | Höchstplatzierung, Gesamtwochen, AuszeichnungChartplatzierungen (Jahr, Titel, Album, Platzierungen, Wochen, Auszeichnungen, Anmerkungen) | Höchstplatzierung, Gesamtwochen, AuszeichnungChartplatzierungen (Jahr, Titel, Album, Platzierungen, Wochen, Auszeichnungen, Anmerkungen) | Anmerkungen                                                                          |
| Jahr | Titel Album                           | DE | AT | CH | UK | US | Anmerkungen                                                                          |
| ---- | ------------------------------------- | --- | --- | --- | --- | --- | ------------------------------------------------------------------------------------ |
| 1999 | You Got Me Things Fall Apart          | DE25 (9 Wo.)DE | — | CH15 (8 Wo.)CH | UK31 Silber · (2 Wo.)UK | US39 (14 Wo.)US | Erstveröffentlichung: 22. Januar 1999 The Roots feat. Erykah Badu & Eve              |
| 1999 | Girlfriend/Boyfriend Finally          | DE98 (1 Wo.)DE | — | — | UK11 (9 Wo.)UK | US47 (11 Wo.)US | Erstveröffentlichung: 5. April 1999 BLACKstreet feat. Janet Jackson, Eve & Ja Rule   |
| 1999 | Hot Boyz (Remix) Da Real World        | DE52 (7 Wo.)DE | — | — | UK18 (3 Wo.)UK | US5 (21 Wo.)US | Erstveröffentlichung: 9. November 1999 Missy Elliott feat. Lil’ Mo, Nas, Q-Tip & Eve |
| 1999 | Ryde or Die, Bitch We Are the Streets | — | — | — | — | US73 (7 Wo.)US | Erstveröffentlichung: 1999 The LOX feat. Timbaland & Eve                             |
| 2001 | Caramel City High                     | DE70 (6 Wo.)DE | — | CH72 (4 Wo.)CH | UK9 (11 Wo.)UK | US18 (24 Wo.)US | Erstveröffentlichung: Oktober 2001 City High feat. Eve                               |
| 2001 | Brotha Part II Mahogany Soul          | — | — | — | UK37 (2 Wo.)UK | — | Erstveröffentlichung: 2001 Angie Stone feat. Alicia Keys & Eve                       |
| 2002 | 4 My People Miss E... So Addictive    | DE21 (10 Wo.)DE | AT40 (9 Wo.)AT | CH40 (13 Wo.)CH | UK5 (14 Wo.)UK | — | Erstveröffentlichung: 11. März 2002 Missy Elliott feat. Eve                          |
| 2003 | Not Today Love & Life                 | — | — | — | UK40 (2 Wo.)UK | US41 Platin (Videosingle) · (10 Wo.)US                                                                                                   | Erstveröffentlichung: 24. November 2003 Mary J. Blige feat. Eve                      |
| 2004 | Rich Girl Love. Angel. Music. Baby.   | DE14 (14 Wo.)DE | AT10 (21 Wo.)AT | CH6 (28 Wo.)CH | UK4 Gold · (14 Wo.)UK | US7 ×2Doppelplatin · (27 Wo.)US | Erstveröffentlichung: 14. Dezember 2004 Gwen Stefani feat. Eve                       |
| 2007 | Like This Ms. Kelly                   | — | AT75 (1 Wo.)AT | CH77 (2 Wo.)CH | UK4 Silber · (12 Wo.)UK | US40 Gold · (20 Wo.)US | Erstveröffentlichung: 13. März 2007 Kelly Rowland feat. Eve                          |
| 2012 | Girls Just Wanna Have Fun Rise        | DE29 (7 Wo.)DE | AT47 (4 Wo.)AT | — | — | — | Erstveröffentlichung: 10. August 2012 Shaggy feat. Eve                               |

Weitere Gastbeiträge
- 2010: Who’s That Girl (Guy Sebastian feat. Eve)

## Auszeichnungen für Musikverkäufe
| Silberne Schallplatte - Frankreich - 2001: für die Single Let Me Blow Ya Mind - 2002: für die Single Got What You Need Goldene Schallplatte - Dänemark - 2024: für die Single Let Me Blow Ya Mind - Frankreich - 2002: für das Album Scorpion - Kanada - 2000: für das Album Let There Be Eve…Ruff Ryders’ First Lady - Neuseeland - 2005: für die Single Rich Girl - 2023: für das Album Eve-Olution - Schweden - 2001: für die Single Let Me Blow Ya Mind - 2005: für die Single Rich Girl | Platin-Schallplatte - Australien - 2001: für die Single Let Me Blow Ya Mind - 2002: für die Single Gangsta Lovin’ - 2005: für die Single Rich Girl - Belgien - 2001: für die Single Let Me Blow Ya Mind - Kanada - 2001: für das Album Scorpion - Neuseeland - 2002: für das Album Scorpion - Norwegen - 2001: für die Single Let Me Blow Ya Mind 2× Platin-Schallplatte - Neuseeland - 2016: für die Single Who’s That Girl (mit Guy Sebastian) - 2023: für die Single Let Me Blow Ya Mind 7× Platin-Schallplatte - Australien - 2023: für die Single Who’s That Girl (mit Guy Sebastian) |

Anmerkung: Auszeichnungen in Ländern aus den Charttabellen bzw. Chartboxen sind in ebendiesen zu finden.
| Land/RegionAuszeichnungen für Musikverkäufe (Land/Region, Auszeichnungen, Verkäufe, Quellen) | Silber     | Gold       | Platin       | Verkäufe  | Quellen                           |
| -------------------------------------------------------------------------------------------- | ---------- | ---------- | ------------ | --------- | --------------------------------- |
| Australien (ARIA)                                                                            | —          | —          | 10× Platin10 | 700.000   | aria.com.au                       |
| Belgien (BRMA)                                                                               | —          | —          | Platin1      | 50.000    | ultratop.be                       |
| Dänemark (IFPI)                                                                              | —          | Gold1      | —            | 45.000    | ifpi.dk                           |
| Deutschland (BVMI)                                                                           | —          | Gold1      | —            | 250.000   | musikindustrie.de                 |
| Frankreich (SNEP)                                                                            | 2× Silber2 | Gold1      | —            | 350.000   | infodisc.fr                       |
| Kanada (MC)                                                                                  | —          | Gold1      | Platin1      | 150.000   | musiccanada.com                   |
| Neuseeland (RMNZ)                                                                            | —          | 2× Gold2   | 5× Platin5   | 110.000   | aotearoamusiccharts.co.nz NZ2 NZ3 |
| Norwegen (IFPI)                                                                              | —          | —          | Platin1      | 20.000    | ifpi.no                           |
| Schweden (IFPI)                                                                              | —          | 2× Gold2   | —            | 25.000    | sverigetopplistan.se              |
| Schweiz (IFPI)                                                                               | —          | Gold1      | —            | 20.000    | hitparade.ch                      |
| Vereinigte Staaten (RIAA)                                                                    | —          | 2× Gold2   | 6× Platin6   | 6.050.000 | riaa.com                          |
| Vereinigtes Königreich (BPI)                                                                 | 5× Silber5 | 3× Gold3   | Platin1      | 2.360.000 | bpi.co.uk                         |
| Insgesamt                                                                                    | 7× Silber7 | 14× Gold14 | 25× Platin25 |           |                                   |

## Filmografie (Auswahl)
- 2002: Barbershop
- 2002: xXx – Triple X (xXx)
- 2003: Third Watch – Einsatz am Limit (Third Watch, Fernsehserie, 1 Episode)
- 2003: 3 Engel für Charlie – Volle Power (Charlie’s Angels: Full Throttle)
- 2004: Barbershop 2 (Barbershop 2: Back in Business)
- 2004: The Woodsman
- 2008: Flashbacks of a Fool
- 2009: Numbers – Die Logik des Verbrechens (NUMB3RS, Fernsehserie, 1 Episode)
- 2009: Roller Girl (Whip It)
- 2010: 4.3.2.1
- 2016: Barbershop: The Next Cut
- 2021–2022: Queens (Fernsehserie)